# John Vermeulen
John Vermeulen (Antwerpen, 13 mei 1941 - Antwerpen, 23 augustus 2009) was een Vlaamse schrijver. Hij gebruikte ook de pseudoniemen Tessy Bénigne en  John Linden.
Toen hij 15 was, verscheen zijn eerste boek: De vervloekte Planeet.
Hij was redacteur voor meerdere watersporttijdschriften, en schreef daarnaast romans. Hij schreef thrillers, misdaadverhalen, historische romans, sciencefiction, non-fictie, toneel, tv- en filmscenario's en kinderboeken. Zijn boeken verschenen bij verschillende uitgeverijen, waaronder D.A.P.-Reinaert, A. W. Bruna, De Dageraad, Standaard Uitgeverij, Het Spectrum en Kramat.

## Werken

### Sciencefiction
- De vervloekte planeet (1957)
- Onheil op venus (1964)
- De stad zonder naam (1967)
- Blinde planeet (1977)
- Sterrenstad onder zee (1978)
- De binaire joker (1979, in het Frans vertaald als Le bouffon binaire, 1983)
- Contract met een supermens (1980)
- Ring van vuur (onder het pseudoniem John Linden, 1996)
- Ring van Eeuwigheid (2002)
- Satans oog (2005)
- Tweelingparadox (2007)

### Thrillers
- 1000 meter van armageddon (1981)
- De oplichters (1982)
- Moordkinderen (1983)
- Scarabee (1983)
- Apeliefde (1984)
- Wraakgodin (1984)
- 77° Kelvin (1985)
- Loca! (1986)
- Solorace (1987)
- Hellepoel (1990)
- Beau crime (1998)
- Gif (1999)
- De gele dood (2001)
- De kat in het aquarium (2003)

### Misdaadverhalen
- Geconditioneerde reflex, in: Pulp 4, (1972)
- Vraag het maar aan de postbode, in: Zwarte beertjes crime jaarboek (1982)
- Loca, in: Zwarte beertjes crime jaarboek 2 (1984)
- De vrouw van de Baas, in: Playboy, juni 2002
- Code 13, in: De beste misdaadverhalen van Vlaanderen (2002)
- Canon (Nederlands: Carambole) in World's Finest Crime and Mystery 2002
- Dodelijke paringsdans (2002, bundel misdaadverhalen, met verhalen uit Playboy)

### Historische romans
- De Ekster op de Galg (Roman over het leven en werk van Pieter Breughel) (1992, in het Duits vertaald als Die Elster auf dem Galgen, 1994 - in 2001 in het Japans verschenen)
- De Tuin der Lusten (Roman over het leven en werk van Jeroen Bosch) (2001)
- Tussen god en de zee (Roman over het leven en werk van Gerard Mercator) (2004)
- De rivier van de tijd (Roman over het leven en werk van Nostradamus) (2006)
- Het genie in de rattenval (Roman over het leven en werk van Leonardo da Vinci) (2009)

### Non-fictie
- Varensweeën (1983)
- Varensweeën 2 (1983)
- Zeilen (1984)
- Vissen (1984)
- Skiën (1985)
- Tuinieren (1985)
- Tv kijken (1985)
- Wat zien ze toch in die snotneuzen? (1995, dit was een 'studie' over waarom steeds meer rijpere mannen een relatie aangaan met een veel jongere vrouw);
- Koken en versieren (2002)
- De Erostoren (2006)

### Toneel
- Vraag het maar aan de postbode
- Recept voor een moord
- We komen op tv!
- Pluche beertjes
- De favoriete schoonzoon
- De b.o.m.
- Schoktherapie
- Valium
- Een vrouw met behoeften
- Van werken word je moe
- Baron vol lunchpauze
- Symfonie voor blokfluit en warme bakker
- Familiezaakjes

### Kinderboeken (in de reeks 'Vlaamse Filmpjes')
- Stad in het oerwoud (1975)
- Watersleper (1979)
- Tijdsprong in de Toengoeska (1979)
- De Kracht diep in mij (1981)
- Loca (1982)
- Dodelijke glimzwammen (2000, VF 3032)
- De verdwijning van Atlantis (2001, VF 3051)
- Het internetmonstertje (John Flandersprijs, 2001 VF 3024)
- Cyber Voodoo (2001, VF 3071)
- De groene nachtmerrie (2003, VF 3122)
- Asja (2004, VF 3148)

### SF voor de jeugd
- Het IJzeren kasteel (1985)
- De IJszeilers (1985)
- De schaduw van Rimmenon (1987)

### Verhalen
- De absolute rem (In: Ganymedes 7, Tussen tijd en schaduw)
- Bedorven vlees (In: Ganymedes 3, Wellustig knallen de kampemoelies)
- Buren (In: Uitspattingen en andere vrolijke verhalen)
- Burgermannetje (In: Ganymedes 4)
- Dodelijk trio (In: Playboy januari 1988)
- Door een ongewapende bekende hand (In: Ganymedes 6)
- De drankautomaat (In: Rigel magazine, kersttranche)
- Geconditioneerde reflex (1972, in: Pulp 4)
- De groene waanzin (1988, in: Penthouse 7)
- De hijger (In: Crime jaarboek 1986)
- De kat die terug kwam (1987, in: SF Terra 83)
- Loca (1984, in: Zwarte beertjes crime jaarboek 2)
- Scenario voor een moord (In: Playboy nr.8 1984)
- De voodoomachine (In: Plot 1980)
- Voor herhaling vatbaar (1978, in: Orbit 5)
- Vraag het maar aan de postbode (1982, in: Zwarte beertjes crime jaarboek 1982)
- De vrouw van de baas (In: Playboy, juni 2002)

### Boeken onder de naam Tessy Bénigne
- Met zachte hand (1985)
- Een tedere streling